# مزرعه الهیار
مزرعه الهیار یک منطقهٔ مسکونی در ایران است که در دهستان حسن آباد (ری) واقع شده‌است. 
این روستا جنوبی ترین نقطه شهرستان ری از لحاظ مختصات جغرافیایی و مسکونی بودن است.
مزرعه الهیار ۲۸ نفر جمعیت دارد.